# 蒙特马霍尔
蒙特马霍尔，一譯蒙馬儒，是西班牙加泰罗尼亚巴塞罗那省的一个市镇。总面积76平方公里，总人口466人（2001年），人口密度6人/平方公里。